# Георгианцы
Георгиа́нцы (англ. Georgian poets) — предмодернистское течение в английской поэзии 1910-х годов.
При своём возникновении группа георгианцев настаивала на современности, актуальности своей эстетической позиции, подчёркивая это названием: первая из пяти групповых антологий «Georgian poetry» вышла в 1912, на следующий год после коронации британского короля Георга V.
Однако в историко-литературной перспективе видно, что оппонирующая с одной стороны Киплингу, а с другой стороны Уайлду эстетика георгианцев, которые, как пишет Е. Ю. Гениева, «свою художественную задачу видели в том, чтобы в лирических, описательных стихах воспеть сельский пейзаж, красоту и покой природы, повседневный быт», была довольно консервативной. Впрочем, рамки течения были довольно расплывчаты, и наиболее яркие авторы среди георгианцев — Руперт Брук, Роберт Грейвз, Дэвид Герберт Лоуренс — в их эстетический канон не слишком хорошо укладывались.